# Malloreddus
I malloreddus, anche conosciuti come malloreddos, e a volte italianizzati in gnocchetti sardi (noti anche come vitellini), sono un tipo di pasta tipica della cucina sarda. Hanno la forma di sottili conchiglie rigate, lunghe da circa 2 cm in su, e sono fatti di farina di semola e acqua. Si mangiano con varie salse.
I malloreddus sono tipici della Provincia del Medio Campidano, ma corrispondono a equivalenti tipi di pasta, realizzati con tecniche simili, ma in dimensioni più minute, in altre parti della Sardegna e conosciuti anche come "macarrones de punzu", cigiones, macarones caidos, cravaos.
I cassulli di Carloforte (di origine ligure) possono ricordare i malloreddus. I cassulli, in Sardegna, si trovano nell'arcipelago del Sulcis.

## Etimologia
Il termine malloreddu (plurale malloreddus) potrebbe derivare dal latino mallolus, che vuol dire appunto tronchetto di pasta, gnocco. Una seconda etimologia più romantica farebbe derivare il nome da un diminutivo del vocabolo malloru, che in sardo campidanese (Sardegna meridionale e centro-meridionale) significa toro. Di conseguenza, malloreddus vuol dire vitellini.  

## Storia
Da sempre i malloreddus sono stati il piatto tradizionale più preparato in Sardegna in tutte le occasioni più importanti, sia nelle feste e nelle sagre paesane, sia durante i matrimoni. Fin dall'antichità le massaie hanno preparato questo tipo di pasta. L'origine è da ricercarsi nello schema millenario della coltivazione-alimentazione contadina nell'area mediterranea, basata prevalentemente sulla coltura del grano.
La lavorazione manuale dei malloreddus in ambito domestico avveniva impastando la semola di grano duro con l'acqua, e si creavano delle listarelle arrotolate di pasta della lunghezza di circa 15 cm, le quali venivano tagliate a cubetti. Dopodiché si otteneva la forma schiacciando i cubetti di pasta contro l'estremità di un cesto in paglia, detto su ciuliri (il setaccio) per ottenerli rigati, oppure per averli lisci bastava schiacciarli semplicemente contro una base in legno. Se ne ricavava un prodotto panciuto che nell'immaginario del mondo agropastorale assumeva la forma di piccoli vitelli (si pensi a espressioni quali bello grasso come un vitellino).

## Piatti con malloreddus
Il piatto classico della cucina sarda sono i malloreddus alla campidanese. In questo piatto, si fa un ragù tagliando in pezzetti la salsiccia sarda; i pezzetti vengono soffritti in olio con cipolla tritata, poi lessati per circa un'ora con salsa di pomodoro; si aggiungono quindi alcuni fili di zafferano, dieci minuti prima della fine della cottura. Gli gnocchetti lessati vengono conditi con questo ragù e con pecorino sardo grattugiato. Originariamente lo zafferano veniva usato direttamente nell'impasto dei malloreddus, ora invece viene aggiunto alla fine insieme alla salsa.